# بوژا وولا (استان اشوی‌داشکسیه)
بوژا وولا (به لهستانی: Boża Wola) یک منطقهٔ مسکونی در لهستان است که در گمینا کلوچوسکو واقع شده‌است.